# Палмаријанска католичка црква
Хришћанска палмаријанска црква кармелићана Светог Лица (шпански: Iglesia Cristiana Palmariana de los Carmelitas de la Santa Faz), званично Једна, света, католичка, апостолска и палмаријанска црква, која се обично назива Палмаријанска католичка црква (Iglesia Católica Palmariana), мала је расколничка традиционалистичка католичка црква са епископским седиштем у Ел Палмар де Троја, Шпанија. Неки новинари, есејисти и бивши следбеници дефинисали су ову организацију као манипулативну секту.
Црква сматра папу Павла VI, којег поштују као мученика, и његове претходнике као истинске папе, али држи, на основу наводних указања, да је римски папа изопштен и да је положај Свете столице од 1978. године, пренешен на њихову столицу у Ел Палмар де Троји.
Палмаријанска католичка црква имала је четири понтифа од свог оснивања. Клементе Домингез и Гомез (папа Григорије XVII) прогласио се папом 1978. године и био то до своје смрти 2005. године; Мануел Корал (папа Петар II) наследио је Домингеза 2005. године и водио цркву до своје смрти 2011. године. Корала је наследио Гинес Хесус Хернандез (папа Григорије XVIII) 2011. године. Хернандез је 2016. године дао оставку да би се оженио, а наследио га је Јозеф Одермат (папа Петар III) 2016. године.

## Историја

### Порекло
Четири шпанске ученице (познате само као Ана, Јосефа, Рафаела и Ана Марија) изјавиле су да су виделе указање Девице Марије поред малог дрвећа на комаду обрадивог земљишта званог Ла Алкапароса у близини Палмар де Троје. Указање је постало познато као Госпа од Палмара. Многи људи су дошли да присуствују наводним указањима, а наводно су се догодила бројна чуда слична онима која су се догодила у Фатими, Гарабандалу и Међугорју. Девојчице су имале много присталица, укључујући свештенике. Неколико других људи пријавило је визије на том месту, укључујући Клементе Домингез и Гомеза, канцеларијског службеника из Севиље. Постепено је постао „главни видовац“ 1968. године.
Локални бискуп је одбацио првобитне визије видиоца. Они су се вратили свом нормалном животу и наводно су рекли да желе само да забораве прошлост и да немају никакве везе са Палмаријском црквом. Домингез је тврдио да му је Девица Марија дала упутства да Католичку цркву ослободи „јереси и прогресивизма“ и комунизма.
Домингез је 1975. године формирао нови верски ред, Ред кармелићана Светог Лица, који је тврдио да је „веран светом папи Павлу VI“. Тврдило се да су Павла VI у Ватикану заточили зли кардинали завереници. Ред су у почетку водили лаици, али су је сакраментално подржавали свештеници из Шпаније, Португалије и Сједињених Држава.

### Рукополагање бискупа
Да би им био загарантован приступ сакраментима, Домингезовој групи су били потребни сопствени бискупи. Домингез је написао писмо Марселу Лефевреу и затражио да га посвети, али Лефевр је одбио понуду и рекао им да се уместо тога обрате традиционално настројеном вијетнамском бискупу. Швајцарски свештеник Морис Реваз (који је предавао канонско право у Богословији Друштва Светог Пија X (SSPX) у Екони)  је 1976. године убедио остарелог вијетнамског надбискупа Нго Ђинх Тхука у веродостојност указања. Тхук је изабран јер је био папски легат. Прихватајући мистичну поруку видеоца-мистичара, надбискуп је веровао да га је Девица Марија позвала да уздигне двојицу чланова реда (Клементе Домингеза и адвоката по имену Мануел Алонсо Корал) и троје свештеника повезаних са групом у чин бискупа. Такође је неке лаике рукопокожио за свештенство. Клементе Домингез је имао „визију“ док је надбискуп Тхук био присутан. Током визије, Клементе је узео дете Исуса, које се очигледно појавило у визији, и положило га у надбискупове руке. Чини се да је ово уверило Тхука у аутентичност указања и потврдило његову одлуку да га рукоположи и посвети у Ел Палмар де Троји 1976. године.
Надбискуп Тхук је ово учинио без добијања обавезног одобрења Свете столице, а њега и петорицу људи које је посветио за бискупе Павле VI је накнадно изопштио. Тхук је после тога прекинуо везе са групом и помирио се са црквеним властима.

### Григорије XVII: Захтев за папством
Након смрти Павла VI 1978. године, Домингез је тврдио да га је Исус Христос у визији мистично крунисао за папу. Ова визија се догодила у Санта Фе де Боготи у Колумбији, 6. августа 1978. Узео је папско име Григорије XVII и именовао своје кардинале. Овим поступцима, „Кармелићани Светог Лица“ еволуирали су у Палмаријску католичку цркву. Неки католици претходно повезани са кармелићанима напустили су групу.
Папе Палмаријанске цркве не тврде да су титуларни епископ Рима. Уместо тога, они тврде да је Христос положај патријарха Запада и врховног понтификата пренео на нову епископску столицу Ел Палмар де Троја. Ово је одмак од традиционалне католичке доктрине, која идентификује папинство са римским бискупом. Католичко учење такође држи да лична откривења нису обавезујућа за цркву у целини.
У својству папе, Домингез („папа Григорије XVII“) назвао је Католичку цркву лажном црквом и прогласио папу Јована Павла II изопштеним. Гргур XVII је канонизовао истраживача Кристифора Колумба, генерала Франциска Франка и оснивача Опуса Деи Хоземариа Ескриву; и прогласио Павла VI мучеником или свецем палмаријанске католичке вере. Преживео је саобраћајну несрећу, у којој је изгубио вид на оба ока, и остао папа.

### Петар II
Домингез је умро у марту 2005. године, према палмаријанским изворима, наводно доживљавајући визију током ускршње литургије. Његов наследник на месту папе одмах је прогласио за светог Домингеза као папу светог Григорија XVII Веома Великог. Мануел Алонсо Корал, кога је Домингез именовао 2000. године за свог наследника, наследио га је као Петар II. За ове изборе није постојала палмаријанска конклава.
Петар II није претендовао на визије, али је изјавио да је Антихрист рођен 2000. године. Палмаријанска доктрина указује да ће се Антихрист ругати Христу и опонашати га јавним наступом у доби од 12 година, односно 2012. године, и започети свој јавни живот у 2030, када буде имао 30 година.
Петар II је преминуо 15. јула 2011. године након дуге болести. После његове смрти, његов наследник, Григорије XVIII, одмах га је прогласио светим и доктором Палмаријанске цркве.

### Григорије XVIII
Петра II је наследио 2011. године његов државни секретар Гинес Хесус Хернандез, који је узео име Григорије XVIII. Он је дао оставку на папинство 22. априла 2016. Раније познат као тврдолинијаш, чинећи неколико правила много строжим, пред крај свог папинства, укинуо је нека од њих. На пример, дозволио је палмаријанима да пуше, да иду у биоскоп (иако су неморални и порнографски филмови и даље били забрањени) и да разговарају са људима који нису палмаријани (све док никада раније нису били део цркве). Хернандез је поднео оставку на папинство 22. априла 2016. године да би се оженио Ниевес Триведи, а наследио га је 23. априла 2016. године Одермат који је за папско име узео Петар III. Хернандез се такође поново вратио у римокатоличанство.

### Петар III
Након оставке Григорија XVIII, нови папа је изабран у Палмаријанској цркви 23. априла 2016. године. Као што се и очекивало, то је био Швајцарац Јозеф Одермат, који је раније био државни секретар Григорија XVIII. Одермат је усвојио папско име Петар III. Петар III је крунисан 16. јула 2016. године, на Свечаности крунисања мајке Палмара. За разлику од свог претходника, Одермат је више стављао нагласак на литургију и свакодневни култ него на управљање црквом. Петар III је именовао за свог државног секретара и наследника оца Бењамина Мариа, док је отац Абрам Мариа постављен за заменика државног секретара (трећа највиша служба у Цркви).

### Садашње стање
У беседи одржаној у августу 2011. године, Григорије XVIII рекао је да Палмаријанска црква има између 1.000 и 1.500 чланова, али су следећих година многи били екскомуницирани. У 2015. години број бискупа се вероватно смањио на око 30, а број монахиња такође на око 30. Према Магнусу Лундбергу, „осим на самом почетку, већина нових чланова била су деца палмаријанских парова, а не људи који су долазили споља“. У 2015. години остало је 32 бискупа од 192 мушкарца који су посвећени за бискупе између 1976–2015, према Лундбергу.
Од 1983. године Палмаријанска црква драстично је реформисала своје обреде и своју литургију, која је претходно била обликована у тридентинском облику. Палмаријанска литургија се свела на готово искључиво евхаристијске речи посвећења. Столица Ел Палмар де Троја такође је прогласила стварно присуство Девице Марије у светој хостији и телесно узношење на небо светог Јосифа за догме католичке вере. До 2000. године имали су своју палмаријанску верзију Библије, коју је Домингез ревидирао на основу пророчке власти и која је производ Другог палмаријанског сабора, такође познатог као палмаријански синод. Из ових разлога и њихових строгих правила која не дозвољавају комуникацију са људима ван њихове вере, други католици сматрају да је Палмаријанска црква јеретичка и култна.
Архидонијанска Палмаријанска група (Архидона, Малага, Шпанија) је основана 2000. године услед протеривања 16 кардинала и пет монахиња. Протерао их је Домингез из различитих разлога. Претежни разлог протеривања био је због Домингезовог уверења да постоји „црква у цркви“ која планира да га свргне или изврши атентат. Група у Архидони се од тада готово распала и остало их четири или пет особа. Они се тренутно називају "независним" палмаријанским свештеницима. Они верују да је Петрово седиште поново упражњено.
Јануара 2021. године, током пандемије ковида 19 у Шпанији, пријављено је да је у просторијама цркве било 70 позитивних особа, укључујући 4 смртна случаја. Ово је повећало стопу случајева болести у Ел Палмару на 3.713 случајева / 100.000 становника, што је покренуло мере затварања за град упркос смањеном контакту између чланова цркве и остатка града.

## Култ

### Миса
Од 1978. до 1983. палмаријански свештеници су славили мису према римокатоличком тридентском обреду. Међутим, ових година Клементе Домингез је често брисао неке делове или уметао нове у стандардни Ordo Missae, мешајући традиционалне римокатоличке елементе са оригиналним палмаријанским. Драстичнија промена догодила се 1983. године, када је Домингез у потпуности реформисао литургијске текстове и успоставио нову палмаријанску Ordo Missae, која је била много краћа, јер је сведен на три суштинска тренутка: први је Offertory, где палмаријански свештеник ставља хостију на дискос и вино у путир који ће постати Тело и Крв Исуса Христа; друго је Посвећење, где свештеник изговара речи које омогућавају трансупстанцијацију („Hoc est Corpus meum“ и „Hic est Sanguis meus“); трећи и последњи је Причешће. Како је палмаријанска миса врло кратка (траје не више од пет минута), палмаријански свештеници не служе појединачне мисе, већ групу миса, обично дванаест на сат. Причешће верних врши се само на једној од ових прослава. Причестити се могу само палмаријански верници.
Ритуалу причешћивања прво претходи Чин скрушености да би му се греси опростили; затим, свештеник подиже и показује посвећену хостију говорећи „Ecce Agnus Dei, ecce qui tollit peccata mundi“; верници одговарају „Domine, non sum dignus ut intres sub tectum meum, sed tantum dic verbo et sanabitur anima mea“. Коначно, они клекну и причешћују се директно на свом језику (само свештеници могу својим рукама додирнути освећену хостију). Пре него што да хостију, свештеник њоме прави знак крста, верници га целивају и причешћују се.
Палмаријанска миса је заснована на мисалу из 1962. године који је издао папа Јован XXIII. На верске празнике и свечаности (попут Ускрса, Божића, Свете Марије Богородице, Светог Јосифа, Наше крунисане мајке Ел Палмара), групама миса претходе и прате је „поворке“ где Папа седи на својој „папској столици “, а литургијска славља се одржавају на главном олтару, са великим бројем асистената. Такве прославе називају се „Папинске мисе“, а могу се такође чути и папин говор о општем животу цркве, канонизацијама и издавању догми. Међутим, и на заједничким и на папским мисама, саслуживање је било забрањено, јер би то смањило број миса које би сваки свештеник требало да чита сваки дан. Дакле, сваку мису служи један свештеник, уз помоћ два ђакона који помажу.

### Побожности
Као што је уобичајено у већини традиционалистичких католичких средина, Палмаријанска црква показује бројне традиционалне побожности. Најважнија је света покајничка бројаница. Сваки палмаријански верник има обавезу свакодневног мољења покајне бројанице; лаици углавном моле током прославе групних миса унутар палмаријанске базилике. Молитва започиње знаком крста и чином скрушености. Затим, суштинска структура покајничке бројанице састоји се у молитви пет потпуних Оче наш; сваки „потпуни Оче наш“ одговара десет Оче наш, десет Здраво Маријо, десет Слава Оцу и десет „Здраво Маријо Пречиста, зачета без греха“ (типична палмаријанска молитва која се такође користи као поздрав међу људима). На крају сваког „потпуног Оче наш“, верни треба да кажу „Покажи нам, Господе, лице своје и спасићемо се“, „Наша крунисана Мајко Палмаријанска, буди нам спас“. После пет „потпуних Оче наш“, бројаница закључује са још једним комплетним Оче наш за намере понтификата како би постигле индулгенције које додељује света покајничка бројаница.
Друга уобичајена побожност палмара је Пут крста (на латинском "Via Crucis") кроз коју се верни могу присетити Муке Исуса Христа, његовог ношења крста, распећа и његове смрти на крсту. Ову молитву палмаријанци обично упражњавају током Великог поста, Велике недеље и петком. Штавише, на велике празнике, попут празника Наше крунисане мајке Ел Палмар, Светог Јосифа, Пресвете Марије Богородице и током целе Свете недеље палмаријанци одржавају свечане поворке испред базилике, уз присуство „пасос“, која су велика колица која носе статуе Христа (на пример Христос носи крст током Његових мука), Блажене Девице Марије, Светог Јосифа, Свете Терезе Авилске и многих других светаца. Друга врста поворке је евхаристијска поворка, која се свакодневно одржава око Базилике и завршава унутар цркве, уз свечани евхаристијски благослов.

## Светитељи
Међу свеце које је канонизовала Палмаријанска црква су Кристифор Колумбо, Франциско Франко, Франсиско Хименез де Сиснерос, Хосе Антонио Примо де Ривера, Хосе Калво Сотело, Хоземарија Ескрива, Луис Кареро Бланко, Пелагије из Астурије и 300.000 мученика Шпанског грађанског рата.
Интернет подвала која тврди да су палмаријанци канонизовали Адолфа Хитлера потекла је са измишљеног веб блога палмаријана и дистрибуирана је путем Википедије и других медија. Палмаријанска црква је одбацила ту тврдњу. Према религиологу Магнусу Лундбергу, руководство Палмаријанске цркве третира даље ширење подвале као доказ да су непријатељи цркве потчинили себи медије и интернет.

## Палмаријанске папе
Палмаријански католици углавном прихватају уобичајени списак католичких папа до Павла VI (1963–1978), али одбацују уобичајено наслеђе после њега. Од 2020. године ниједан од наследника Гргура XVII није изабран од палмаријанске конклаве, већ их је претходни папа именовао за наследнике.
| Бр. | Слика | Папско име      | Лично име (Рођење–Смрт)                                | Понтификат                                |
| --- | ----- | --------------- | ------------------------------------------------------ | ----------------------------------------- |
| 1   |       | Григорије XVII  | Клементе Домингез и Гомез (1946–2005)                  | 15 август 1978 – 22 март 2005 (26 година) |
| 2   |       | Петар II        | Мануел Алонсо Корал (1934–2011)                        | 22 март 2005 – 15 јул 2011 (6 година)     |
| 3   |       | Григорије XVIII | Серхио Марија Гинес Хесус Хернандез и Мартинез (1959–) | 23 јул 2011 – 22 април 2016 (5 година)    |
| 4   |       | Петар III       | Јосеф Одермат (?–)                                     | 23 април 2016 – present (5 година)        |

Попут римског папе, и палмаријански папа поседује низ службених наслова, као највиши бранилац вере и православља:
- Суверени понтиф
- Намесник Христов
- Наследник Светог Петра
- Патријарх Палмар де Троје
- Гласник Господа Бога над војскама
- Добри пастир душа
- Пламтећи ревношћу Илијином
- Бранитељ права Бога и Цркве

Поред свих таквих наслова, палмаријански папа може одабрати свој властити понтификални мото. На пример, тренутна крилатица папе Петра III је De Gloria Ecclesiæ (што значи „О слави Цркве“).

## Седиште
Седиште цркве је опасано зидинама, у близини села Ел Палмар де Троиа, које окружују катедралу-базилику Наше крунисане Мајке Палмарске која садржи катедралу палмаријанског папе и најмање 15 олтара.

## У популарној култури
- Палмаријанска црква игра главну улогу у роману Порекло Дена Брауна из 2017. године.
- Догађаји око оснивања цркве приказани су у шпанском филму Manuel y Clemente из 1986.[18][19]
- Шпански ТВ канал Movistar емитовао је документарни филм од четири епизоде о Палмаријанској цркви у фебруару 2020. године.
- Шпански извештач и јутјубер Карлес Тамајо емитовао је 2019. године на свом Јутјуб каналу документарни филм о свом кратком личном искуству унутар Палмаријанске цркве.